# Voyage solitaire
Pour plus de détails, voir Fiche technique et Distribution.
Voyage solitaire (旅の重さ, Tabi no omosa) est un film dramatique japonais réalisé par Kōichi Saitō, sorti en 1972 et dont le scénario est inspiré d'un roman de Kukiko Moto (ja).

## Synopsis
Une jeune fille de 16 ans n'est pas satisfaite de sa vie et quitte sa maison à la recherche de quelque chose d'autre. Elle se lance dans un pèlerinage personnel, en tentant de se rendre aux 88 temples de l'île de Shikoku.

## Fiche technique
- Titre français : Voyage solitaire[2],[3]
- Titre original : 旅の重さ (Tabi no omosa?)
- Réalisation : Kōichi Saitō
- Scénario : Fumio Ishimori, d'après un roman de Kukiko Moto (ja)
- Photographie : Noritaka Sakamoto
- Montage : Yoshiyasu Hamamura
- Musique : Takuro Yoshida
- Pays d'origine : Japon
- Langue originale : japonais
- Format : couleur
- Genre : drame
- Durée : 91 minutes
- Dates de sortie :
  - Japon : 28 octobre 1972[4]

## Distribution
- Yōko Takahashi : la fille
- Kyōko Kishida : Mama, la maman de la fille
- Hideo Sunazuka : Ryûji
- Rie Yokoyama : Masako
- Kana Nakagawa : Mitsuko
- Toshihiko Yamamoto : chauffeur
- Masako Tomiyama :
- Fudeko Tanaka :
- Reiko Niimura : voyageur d’âge moyen
- Bin Moritsuka : agresseur
- Yoshino Tani : femme de ménage
- Noboru Mitani : mendiant
- Kenji Sonoda : Kichizō
- Noboru Nakata :
- Hideto Nakagawa :
- Yoshizō Takahata : jeune villageois
- Imari Tsuji :
- Eiko Shinya :
- Kumiko Akiyoshi : Kayo
- Hisashi Hidaka :
- Terumitsu Kawashima :
- Nobuo Takagi :
- Toshio Ōkubo :
- Kunio Ōtsuka :
- Etsushi Takahashi : Daizō Kimura
- Rentarō Mikuni : Kunitarō Matsuda